# Луїс Барт Маєр
Луїс Барт Маєр (англ. Louis Bart Mayer, уроджений — Лазар Меїр; 4 липня 1884, Димер, Київська обл., Україна — 29 жовтня 1957, Лос-Анджелес) — один із перших кінопродюсерів. Також відомий як керівник та один із засновників голлівудської кіностудії «Metro-Goldwyn-Mayer» і американської Академії кінематографічних мистецтв і наук, яка щорічно вручає головну кінопремію «Оскар», також запропоновану ним.
Луїс Майєр створив цілу індустрію розваг, його називають творцем плеяди кінозірок Metro-Goldwyn-Mayer її золотих років, про яких говорили, що їх більше, ніж зірок на небі.

## Біографія

### Ранні роки
1884 року Лазар Мейр народився в Димері, Київська губернія, тоді Російська імперія. Невдовзі з родиною емігрував до Америки, де проявив неабиякий підприємницький хист.
Побоюючись погромів, адже тоді територія України перебувала в складі Російської імперії, коли Лазарю було близько двох років, його сім'я емігрувала до США та оселилася в штаті Род-Айленд. Там родина Якова і Сари прожила з 1887 по 1892 роки, у цей час народилися сини Рубін (Рудольф, 1888) і Єремія (Джеррі, 1891). Потім родина переїхала в канадське місто Сент-Джон, у якому Лазар пішов у школу. У школі він і його брати піддавалися антисемітським нападкам з боку однолітків. Батько заробляв на життя тим, що збирав металобрухт і утилізував побутові відходи, залучав до цього й сина, назвавши фірму «Маєр і сини». Мати працювала на птахофермі.
У 1904 році дев'ятнадцятирічний Луїс покинув Сент-Джон і поїхав у Бостон, у якому деякий час продовжував заробляти на життя «металургійним» бізнесом. Незабаром Луїс одружився з Маргарет Шенберг і, щоб прогодувати сім'ю, перебивався випадковими заробітками, а завдяки випадку влаштувався в кінотеатр. Луїс і Маргарет прожили разом до 1947 року.

### Початок кар'єри
Маєр, за допомогою рідних і друзів, взяв в оренду і відновив зношений 600-місний «Gem Theater» у Хаверхіллі, штат Массачусетс, який використовувався для показу бурлеску, і відкрив у ньому 28 листопада 1907 року свій перший кінотеатр «Orpheum». Щоб подолати несприятливу репутацію цього будинку, що колись належав громаді, Маєр вирішив почати покази з релігійного фільму; роки по тому він називав першим фільмом, показаним у кінотеатрі, «Від ясел до хреста», хоча більшість джерел датує цей фільм 1912 роком. За кілька років Маєр заволодів усіма п'ятьма хаверхіллськими театрами. Потім створив з Натаном Гордоном партнерство «Гордон-Маєр», яке контролювало найбільшу театральну мережу в Новій Англії.
У 1914 році партнери організували своє власне дистриб'юторське агентство в Бостоні. Маєр виплатив Д. В. Гріффіту 25000 $ за виключні права на показ фільму «Народження нації» (1915) в Новій Англії. Маєр в 1916 році разом з мільйонером Річардом Роландом створив у Нью-Йорку корпорацію «Metro Pictures» зі своєю кіностудією. Того ж року на екрани вийшов перший фільм продюсера Луїса Маєра — «Великий секрет».

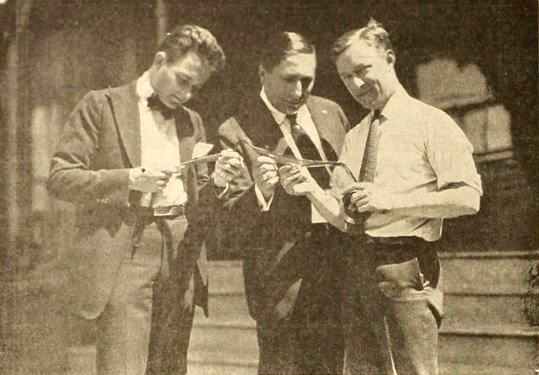
Рудольф Камерон, Луїс Б. Маєр і Біллі Ши на зйомках фільму «У старому Кентуккі»

Два роки по тому Луїс Маєр, побоюючись Компанії кінопатентів, переїхав з фірмою в Лос-Анджелес. У той же рік він розірвав партнерство з Роландом і сформував свою власну компанію — корпорацію Louis B. Mayer Pictures, до якої переманив уже відому актрису кіностудії «Vitagraph» Аніту Стюард. Першим фільмом компанії називався «Добродійні дружини» (1918). У партнерстві з Б. П. Шулбергом була створена студія «Mayer-Schulberg».
Маєр домігся успіху, однак у квітні 1924 року Маркус Лоу, власник мережі «Loews Theatres», придбав і поєднав три кінокомпанії — «Metro Pictures», «Goldwyn Pictures» Семюела Голдвіна і «Mayer Pictures» — у корпорацію «Метро-Голдвін-Маєр». Маєр як віцепрезидент із питань виробництва, базуючись у Лос-Анджелесі, ефективно керував MGM наступні 27 років. У 1925 році Маєр зробив свій найуспішніший фільм «Бен-Гур».
У 1927 році Лоу помер, залишивши контроль над MGM Ніколасу Шенку. У 1929 році Вільям Фокс – власник «Fox Film», студії-конкурента – організував купівлю контрольного пакета акцій компанії у Шенка. Луїс Маєр та Ірвінг Талберг були обурен: вони були співзасновниками MGM, але про цю операцію їм нічого не повідомили; це погіршило і без того напружені стосунки між Шенком і Маєром. Маєр звернувся в Міністерство юстиції і через свої політичні зв'язки домігся висунення звинувачення Фоксу в порушенні антимонопольного законодавства. Те, що Фокс був важко травмований влітку 1929 року внаслідок дорожньо-транспортної пригоди, а також крах фондового ринку восени 1929 року поставили хрест на об'єднанні компаній, навіть за умови позитивного рішення міністерства. Тим не менш, у невдалій угоді Шенк звинувачував Маєра, і не пробачив йому цього.

### Голова MGM

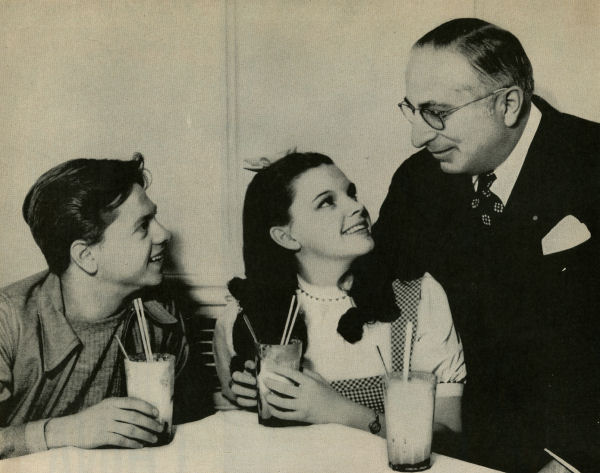
Міккі Руні, Джуді Гарленд і Луїс Маєр

Маєр бажав бачити у фільмах так звані «здорові розваги», страх перед Богом, патріотизм, сімейні цінності — все це доходило до ескапізму. Він часто стикався з начальником виробництва Ірвінгом Талбергом, який волів виконувати складні й критичні роботи. Зрештою, він витіснив його зі справи, поки той відновлювався після серцевого нападу в 1932 році. У перехідний період Маєр керував студією, поставивши на його місце свого зятя Д. Селзніка. Пізніше Маєр зайняв пост сам, коли Талберг у 1936 році помер.
Луїс Маєр зробив з MGM найуспішнішу з фінансової точки зору кіностудію у світі, а також єдину, яка виплачувала дивіденди акціонерам під час Великої депресії 1930-х років. При Маєрі MGM зробила багато успішних фільмів з дорогими акторами, такими як Грета Гарбо, Кларк Гейбл, Спенсер Трейсі, Кетрін Хепберн, Лон Чейні, Джоан Кроуфорд, Джин Харлоу, Джуді Гарленд і багатьма іншими. Сам Луїс Маєр став найвисокооплачуванішим найманим працівником у США, маючи семизначний дохід.
Луїс Маєр мав репутацію деспотичної ділової людини, що керується при виборі відповідних тем для кінофільмів виключно раціональністю і, як стверджують, мав при цьому вузькі погляди. Часто наполягав і домагався переробки сценарію, втручався в режисуру. Багатьом він запам'ятався як дуже неприємна людина. Але Кетрін Хепберн згадувала його як «хорошу людину» (вона особисто укладала свої контракти з Маєром), а молоді актриси, такі як Деббі Рейнольдс, Джун Еллісон і Леслі Керон, шанували його як рідного батька.
Активний член Республіканської партії, Маєр був у 1931—1932 роках заступником голови, а в 1932—1933 — головою правління її філії — Каліфорнійської республіканської партії. Підтримував, зокрема, Герберта Гувера, який став президентом США, і Джозефа Маккарті, майбутнього сенатора. Він і Талберг зіграли свою роль у поразці на виборах у губернатори Каліфорнії в 1934 році реформістського руху EPIC Ептона Сінклера, одними з перших використавши сучасні засоби піару, а також комплекс спеціально зроблених псевдодокументальних короткометражних фільмів, що містять нападки на Сінклера.

### Кінець кар'єри

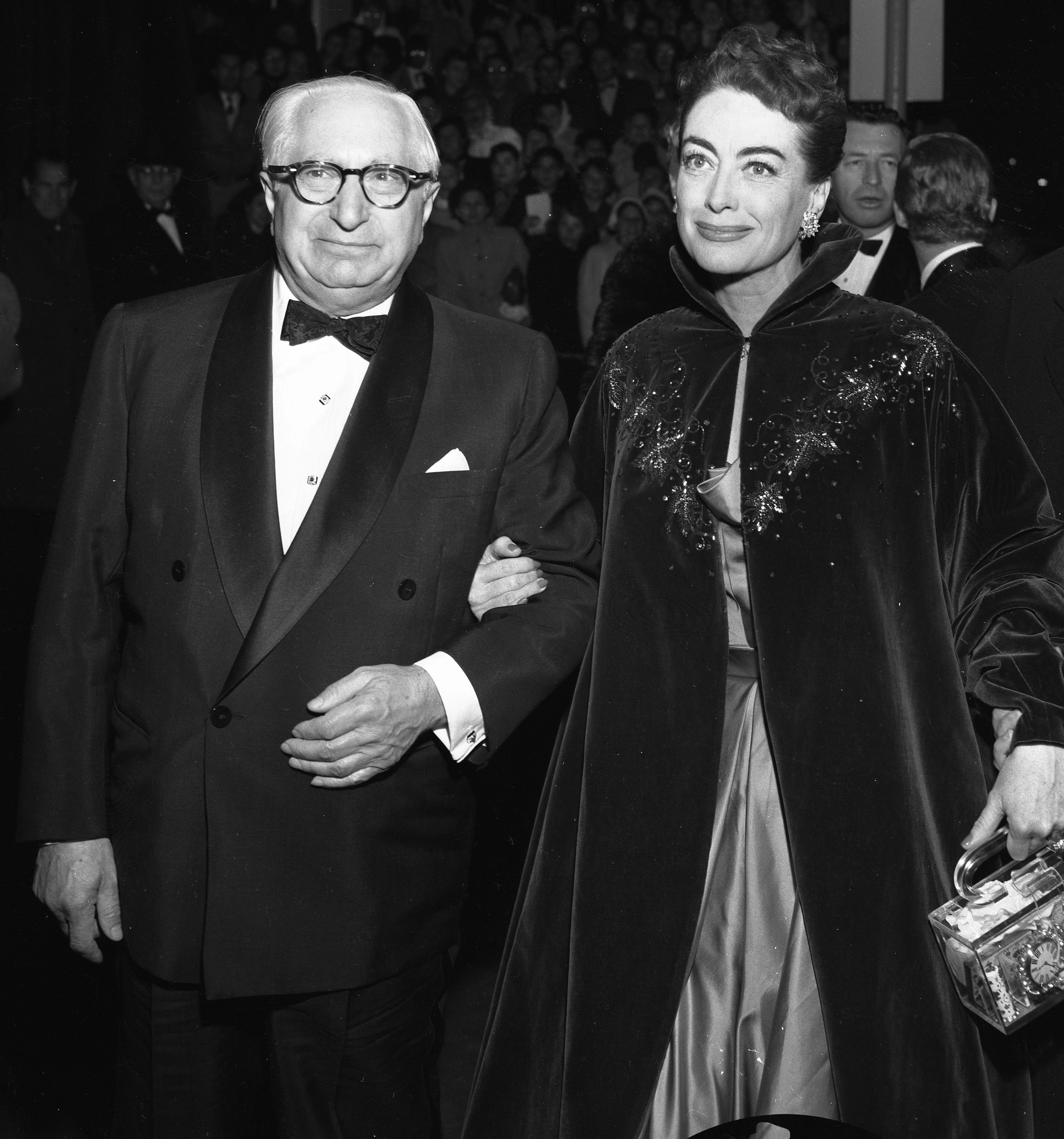
Луїс Б. Маєр і Джоан Кроуфорд на прем'єрі фільму в Лос-Анджелесі, 1953 рік

До 1948 року, в зв'язку із впровадженням телебачення і зміною суспільного смаку, MGM зазнала суттєвих збитків. До того ж Верховний суд вирішив, що зв'язок між кіностудією та мережею кінотеатрів має бути розірваний.
Корпоративний офіс MGM у Нью-Йорку 1948 року постановив, що сценарист і режисер Дор Шері, нещодавно найнятий у «RKO Radio Pictures», може повернутися назад — він хотів ставити більш прогресивні й ліволіберальні теми і не спрацювався з Маєром. У 1951 році MGM втретє залишилася без премії «Оскар», що спровокувало новий конфлікт між Маєром і Шенком. Шері був найнятий уже як начальник виробництва. Діяльність Шері складала разючий контраст з принципами Маєра і той поставив ультиматум — або він, або Шері, після чого був звільнений Шенком. Маєр намагався повалити Шенка в раді директорів, але невдало. Йому довелося піти на пенсію.

### Сім'я

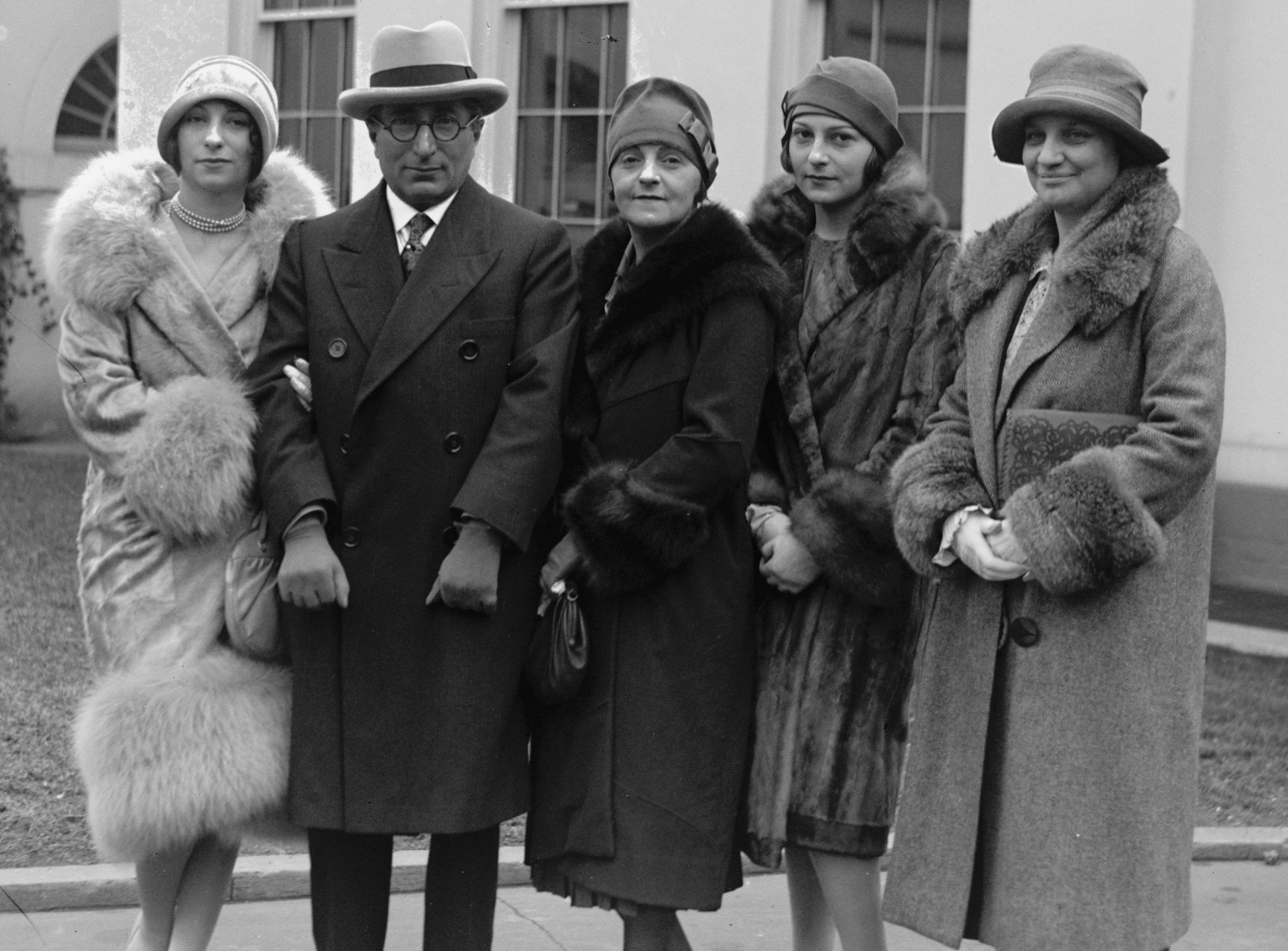
Луїс Б. Маєр, глава Metro-Goldwyn-Mayer перед Білим домом зі своєю сім'єю. Зліва направо: Едіт Маєр, містер і місіс Маєр, Ірен Маєр і місіс Мейбл (асистент генерального прокурора).

У Маєра було дві дочки від першого шлюбу з Маргарет Шенберг. Старша, Едіт (1905—1987), була дружиною продюсера Вільяма Гетца, який став президентом «Universal Pictures», але ліберальних поглядів, за що Маєр позбавив Едіт спадщини.
Молодша, Ірен Гледіс (1907—1990), була дружиною продюсера Девіда Селзніка, який став успішним театральним продюсером. Вона написала автобіографію «A Private View» (1983), де розповідала й про батька.
У 1947 році Маєр розлучився і за рік одружився з Лореною Денкер, з якою прожив до кінця життя.

### Смерть
Луїс Барт Маєр помер від лейкемії 29 жовтня 1957 року і був похований на цвинтарі «Home of Peace» в Східному Лос-Анджелесі. Там же поховані його сестра Іда і брати Джеррі і Рудольф. Його мати і батько поховані на кладовищі «Fernhill» в Сент-Джоні. Останньою його фразою, за легендою, було: «Все неважливо».

## Суперечливі моменти в біографії

### Смерть Пола Берна
У 1990 році Семюель Маркс і Джойс Вандервін написали книгу «Смертельні ілюзії». Маркс був редактором на MGM і другом Ірвінга Талберга і Пола Берна, чоловіка MGM-івської зірки Джин Харлоу на момент смерті Берна. 5 вересня 1932 року Маркс приїхав у будинок Берна — поліції було повідомлено про виявлення тіла Берна — і побачив Талберга, який фальсифікував докази, а на наступний день Маєр, щоб зам'яти скандал, розпорядився написати статті про те, що самогубство нібито було скоєно через імпотенцію.
У 1980-х роках Маркс досліджував справу й наявні докази і прийшов до висновку, що Берн був убитий його колишньою цивільною дружиною Дороті Міллетт, яка потім скоїла самогубство – через два дні після смерті Берна вона кинулася з порома. «Записка самогубці» насправді була написана Берном за кілька тижнів до його смерті, щоб вибачитися за незначні сварки з Харлоу, а зовсім не від імпотенції. Берн купив букет троянд і відправив їх Джин із запискою, яка була оцінена підкупленим MGM окружним прокурором Буроном Фіттсом як передсмертна.

### Наїзд Джона Х'юстона
25 вересня 1933 року актор Джон Х'юстон, перебуваючи за кермом свого автомобіля, збив жінку, яка померла від отриманих травм. Луїс Маєр заплатив хабар у розмірі близько 400 000 доларів для того, щоб зам'яти кримінальну справу і не допустити її розголосу в пресі.

### Смерть Теда Хілі
Одна з версій про смерть актора Теда Хілі в грудні 1937 року полягає в тому, що він був забитий до смерті в нічному клубі «Трокадеро» легендою екрану Воллесом Бірі, молодим Альбертом Брокколі (пізніше продюсером фільмів про Джеймса Бонда), а також відомим гангстером (і кузеном Брокколі) Петом Ді Чікко. MGM, нібито за наказом Маєра, відправила Бірі в Європу на кілька місяців, а в цей час сфабрикувала історію про побиття Хілі «трьома хлопчиками з коледжу», щоб приховати правду.

### Звільнення Вільяма Хейнса
У 1933 році MGM-івська зірка Вільям Хейнс був спійманий Християнською асоціацією для юнаків з матросом на площі Першінг Лос-Анджелеса. Маєр поставив ультиматум Хейнсу — вступити у шлюб із жінкою і закінчити його взаємини з Джиммі Шилдсом — або бути звільненим. Хейнс вибрав Шилдса і прожив з ним 50 років. Маєр звільнив Хейнса і припинив його контракт, взявши на його ролі Роберта Монтгомері.

## Пам'ять

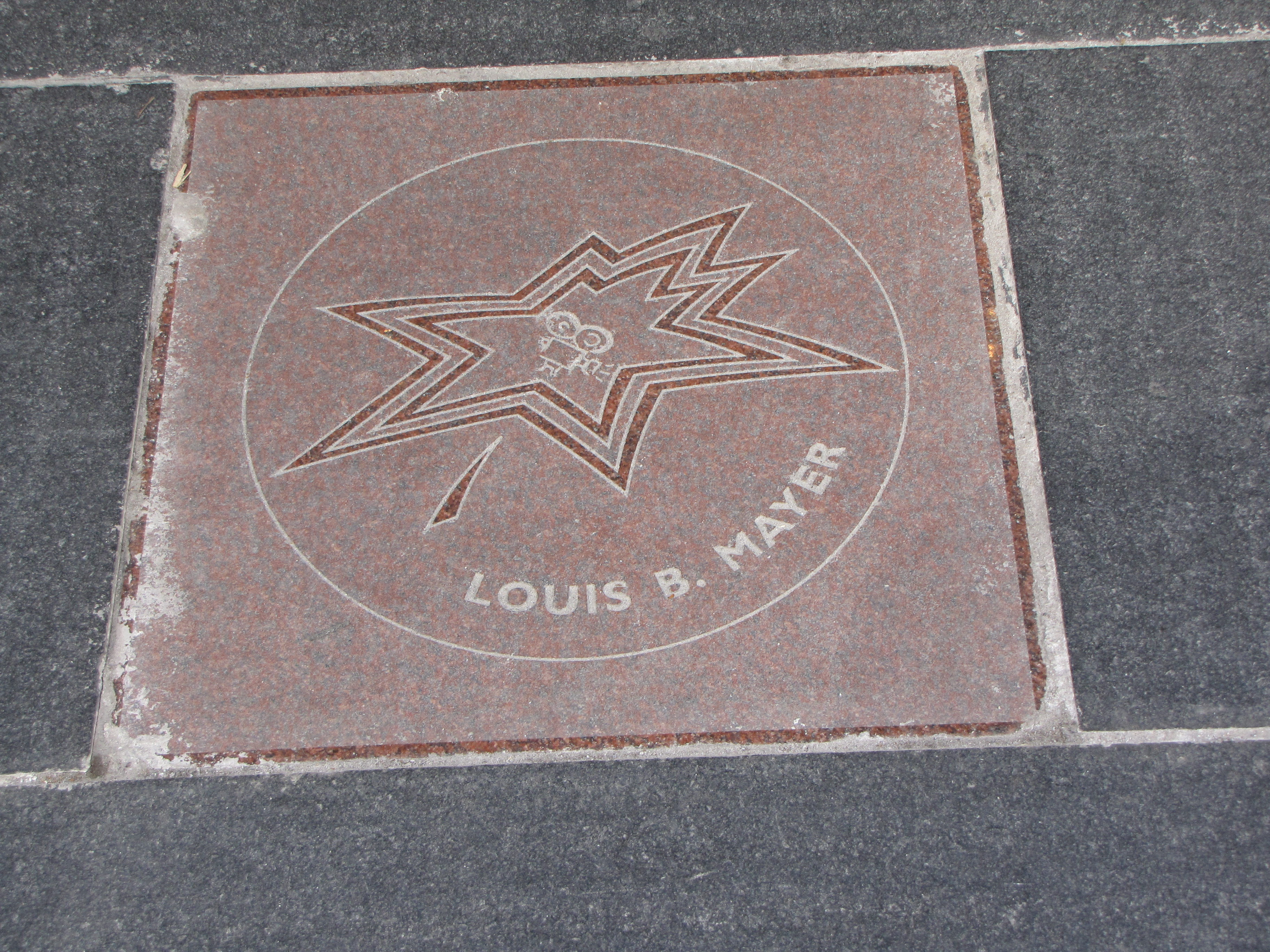
Зірка Луїса Б. Маєра на канадській Алеї слави.

Маєр, співзасновник Американської Академії кінематографічних мистецтв і наук, яка щорічно влаштовує головну кінопремію «Оскар», був удостоєний почесним «Оскаром» і зіркою на Голлівудській алеї слави. Журнал «Time» обрав його як одного зі 100 найвпливовіших людей XX століття. Маєр має зірку й на канадській Алеї слави.
Театр Університету Санта-Клари в Каліфорнії названий на честь Маєра.
Луїс Маєр був багато разів зображений у художніх фільмах (в основному сатирично), зокрема в таких, як «Улюбленець», «Авіатор», «Смерть Супермена», «Відпустка за обміном» та інших.